# Clara Leonor de Hohenlohe-Neuenstein
Clara Leonor de Hohenlohe-Neuenstein (en alemán: Eleonore Klara von Hohenlohe-Neuenstein; Castillo de Neuenstein (Condado de Hohenlohe-Neuenstein), 16 de julio de 1632-Saarbrücken, 4 de mayo de 1709). Ella era un noble alemana.

## Vida
Fue hija del conde Carlos VII de Hohenlohe-Neuenstein (1582-1641) y de Sofía del Palatinado-Zweibrücken-Birkenfeld (1593-1676).

### Matrimonio e hijos
El 14 de junio de 1662 se casó en Saarbrücken con Gustavo Adolfo de Nassau-Saarbrücken (1632-1677), hijo del conde Guillermo Luis de Nassau-Saarbrücken (1590-1640) y la condesa Ana Amalia de Baden-Durlach (1595-1651). El matrimonio tendrá siete hijos:
- Luis Crato (1663-1713), conde de Nassau-Saarbrücken.
- Carlos Luis (1665-1723), conde de Nassau-Saarbrücken.
- Sofía Amalia (1666-1736), casada con el conde Alberto Wolfgang de Hohenlohe-Langenburg.
- Gustavo Adolfo (1667-1683).
- Sofía Leonor (1669-1742).
- Sofía Dorotea (1670-1748).
- Felipe Guillermo (1671-1671).

La ciudad de Klarenthal, lleva en su honor su nombre. Fue enterrada en la Iglesia del Castillo de Saarbrücken.